# Box la Jocurile Olimpice de vară din 2008
Competiția de box de la Jocurile Olimpice de vară din 2008 s-a desfășurat în perioada 9 - 24 august 2008, la Beijing în China. Au fost 11 probe sportive, în care au participat 283 de concurenți din 77 de țări. Primele trei țări în ceea ce privesc medaliile au fost China, Rusia și Italia. Republica Moldova a câștigat o medalie de bronz (Veaceslav Gojan), clasându-se pe locul 13 în clasamentul după medalii.

## Podium
| Categorie   | Aur                         | Argint                       | Bronz                       |
| 48 kg       | Zou Shiming (CHN)           | Pürevdorjiin Serdamba (MGL)  | Paddy Barnes (IRL)          |
| 48 kg       | Zou Shiming (CHN)           | Pürevdorjiin Serdamba (MGL)  | Yampier Hernández (CUB)     |
| 51 kg       | Somjit Jongjohor (THA)      | Andry Laffita (CUB)          | Gheorghi Balakșin (RUS)     |
| 51 kg       | Somjit Jongjohor (THA)      | Andry Laffita (CUB)          | Vincenzo Picardi (ITA)      |
| 54 kg       | Enkhbatyn Badar-Uugan (MGL) | Yankiel León (CUB)           | Bruno Julie (MRI)           |
| 54 kg       | Enkhbatyn Badar-Uugan (MGL) | Yankiel León (CUB)           | Veaceslav Gojan (MDA)       |
| 57 kg       | Vasîl Lomacenko (UKR)       | Khedafi Djelkhir (FRA)       | Yakup Kılıç (TUR)           |
| 57 kg       | Vasîl Lomacenko (UKR)       | Khedafi Djelkhir (FRA)       | Șahin Imranov (AZE)         |
| 60 kg       | Aleksei Tișcenko (RUS)      | Daouda Sow (FRA)             | Hrachik Javakhyan (ARM)     |
| 60 kg       | Aleksei Tișcenko (RUS)      | Daouda Sow (FRA)             | Yordenis Ugás (CUB)         |
| 64 kg       | Manuel Félix Díaz (DOM)     | Manus Boonjumnong (THA)      | Roniel Iglesias (CUB)       |
| 64 kg       | Manuel Félix Díaz (DOM)     | Manus Boonjumnong (THA)      | Alexis Vastine (FRA)        |
| 69 kg       | Bakhyt Sarsekbayev (KAZ)    | Carlos Banteaux Suárez (CUB) | Kanat Islam (CHN)           |
| 69 kg       | Bakhyt Sarsekbayev (KAZ)    | Carlos Banteaux Suárez (CUB) | Kim Jung-Joo (KOR)          |
| 75 kg       | James DeGale (GBR)          | Emilio Correa (CUB)          | Darren Sutherland (IRL)     |
| 75 kg       | James DeGale (GBR)          | Emilio Correa (CUB)          | Vijender Singh (IND)        |
| 81 kg       | Zhang Xiaoping (CHN)        | Kenneth Egan (IRL)           | Tony Jeffries (GBR)         |
| 81 kg       | Zhang Xiaoping (CHN)        | Kenneth Egan (IRL)           | Yerkebulan Shynaliyev (KAZ) |
| 91 kg       | Rahim Ceahkiev (RUS)        | Clemente Russo (ITA)         | Osmay Acosta (CUB)          |
| 91 kg       | Rahim Ceahkiev (RUS)        | Clemente Russo (ITA)         | Deontay Wilder (USA)        |
| peste 91 kg | Roberto Cammarelle (ITA)    | Zhang Zhilei (CHN)           | Viaceslav Hlazkov (UKR)     |
| peste 91 kg | Roberto Cammarelle (ITA)    | Zhang Zhilei (CHN)           | David Price (GBR)           |

## Clasament pe medalii
| Loc    | Țară                       | Aur | Argint | Bronz | Total |
| ------ | -------------------------- | --- | ------ | ----- | ----- |
| 1      | China                      | 2   | 1      | 1     | 4     |
| 2      | Rusia                      | 2   | 0      | 1     | 3     |
| 3      | Italia                     | 1   | 1      | 1     | 3     |
| 4      | Mongolia                   | 1   | 1      | 0     | 2     |
| 4      | Thailanda                  | 1   | 1      | 0     | 2     |
| 6      | Marea Britanie             | 1   | 0      | 2     | 3     |
| 7      | Kazahstan                  | 1   | 0      | 1     | 2     |
| 7      | Ucraina                    | 1   | 0      | 1     | 2     |
| 9      | Republica Dominicană       | 1   | 0      | 0     | 1     |
| 10     | Cuba                       | 0   | 4      | 4     | 8     |
| 11     | Franța                     | 0   | 2      | 1     | 3     |
| 12     | Irlanda                    | 0   | 1      | 2     | 3     |
| 13     | Armenia                    | 0   | 0      | 1     | 1     |
| 13     | Azerbaidjan                | 0   | 0      | 1     | 1     |
| 13     | India                      | 0   | 0      | 1     | 1     |
| 13     | Coreea de Sud              | 0   | 0      | 1     | 1     |
| 13     | Republica Moldova          | 0   | 0      | 1     | 1     |
| 13     | Mauritius                  | 0   | 0      | 1     | 1     |
| 13     | Turcia                     | 0   | 0      | 1     | 1     |
| 13     | Statele Unite ale Americii | 0   | 0      | 1     | 1     |
| Totale | Totale                     | 11  | 11     | 22    | 44    |